# Капел (река)
Капел (енгл. Qu'Appelle River) је река у Канади која протиче кроз југоисточни део провинције Саскачеван и крајњим истоком Манитобе. Тече од вештачког језера Дифенбејкер ка истоку и након око 430 km тока улива се у реку Асинибојн јужно од вештачког језера Шелмаут.
Дужина тока ове реке је повећана градњом вештачког језера Дифенбејкер које је настало преграђивањем реке Јужни Саскачеван зарад борбе против поплава (брана Гардинер). На тај начин се језеро спојило са извориштем реке Капеле, поставши тако њен примарни извор храњења.
Прво стално насеље на обалама ове реке била је трговачка станица Форт Есперанс за трговину крзнима основана 1787. године. Након њене пропасти 1819. Компанија Хадсоновог залива је 1852. основала данашње насеље Форт Капел.
Према легенди народа Кри, у реци је живео дух који је сваки пут кад би неко пролазио њеним обалама узвикивао Kâ-têpwêt? или Ко ме је звао?. Од француске верзије те реченице Qui appelle? настао је садашњи назив за реку.
Река почиње свој ток на 550 m надморске висине а завршава га на 400 m, тако да је укупан пад свега 150 m или у просеку 0,35 м/км тока. Површина слива је око 51.000 km².